# Aston University
Die Aston University (deutsch Universität Aston) ist eine britische staatliche Universität im Stadtzentrum von Birmingham. Mit 16.795 Studierenden gehört sie zu den mittelgroßen Universitäten in England.
Die Studienplätze werden wie bei allen Universitäten in Großbritannien zentral über UCAS für die Undergraduate Programs vermittelt.
Aston wurde 2016 als in der Qualität der Lehre zweitbeste Hochschule des Vereinigten Königreichs ausgezeichnet. Aston hatte 2005 den besten „Employment Record“ aller britischen Universitäten, d. h. den höchsten Anteil an Studenten, die innerhalb von sechs Monaten nach Studienabschluss einen Arbeitsplatz fanden. 2020 wurde die Einrichtung aufgrund ihrer Diversität, sozialen Aufstiegschancen und Nachhaltigkeit als „Universität des Jahres“ ausgezeichnet.

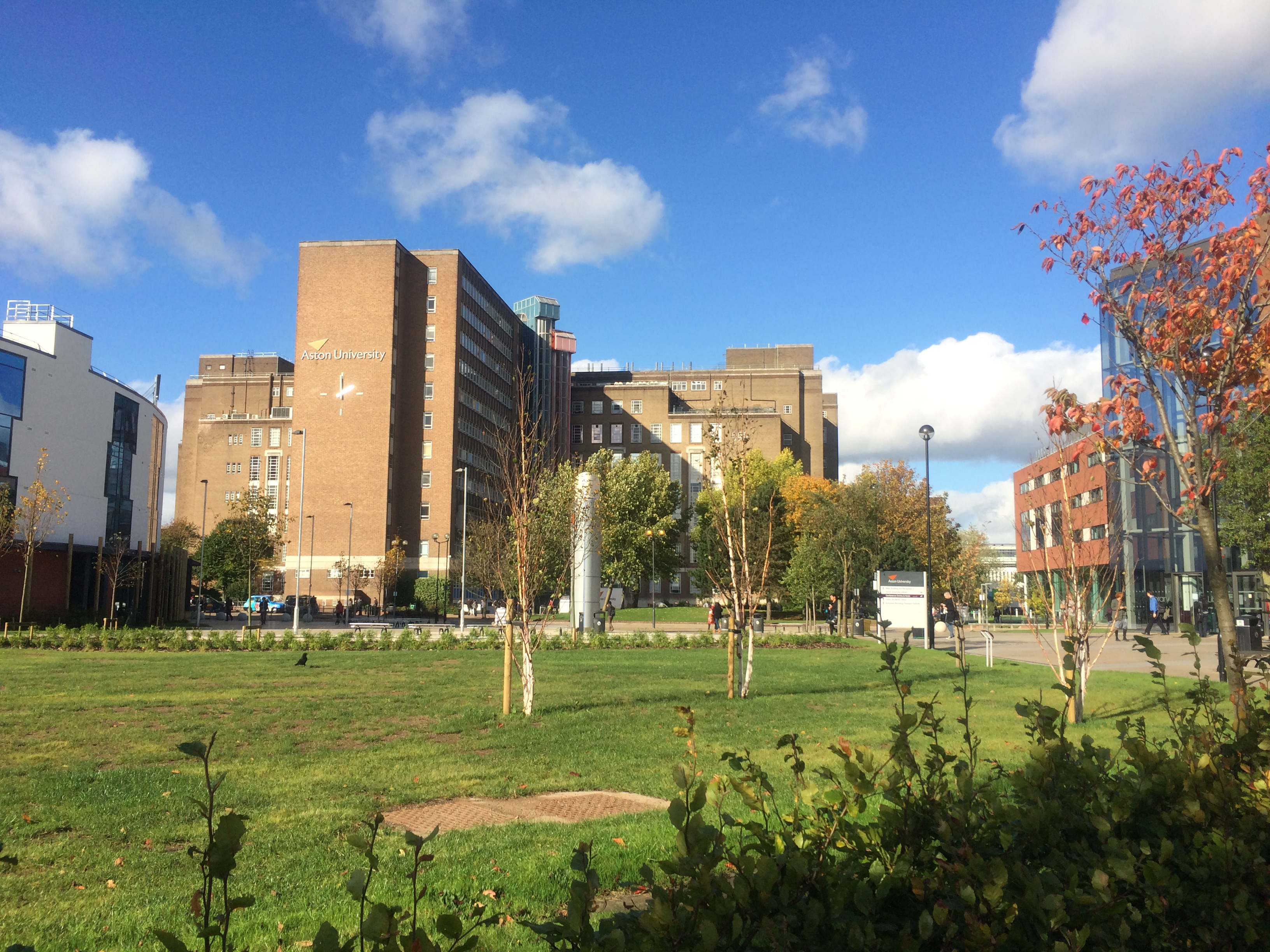
Bild aus dem Campus der Aston-Universität in Birmingham.

Das MBA-Programm hat sich mittlerweile als eines der besten der Welt etablieren können, die MSc-Kurse wurden von der Financial Times als zwölftbestes Master-Studienprogramm weltweit bewertet. Die ABS zählt laut Financial Times zu den 50 führenden Business Schools in Europa (2012). Zudem besitzt die ABS als eine von weltweit 57 Business Schools die Triple Crown (Hochschulakkreditierung).

## Besonderheiten

### Die Aston-Gruppe
Unter dem Namen Aston-Gruppe wurde eine Gruppe von Organisationsforschern in Großbritannien bekannt, die zwischen 1961 und 1970 unter der Leitung von Derek S. Pugh forschte. Der offizielle Name war Industrial Administration Research Unit of the Birmingham College of Advanced Technology. Als die Universität 1966 in Aston University umbenannt wurde, wurde dieser Name mit der Gruppe und den Leistungen assoziiert. Die Aston-Gruppe leistete Pionierarbeit auf dem Gebiet der statistischen Analyse von Organisationen und deren Funktionsweise, die nach Robert Chia prägend wurde für eine ganze Forschergeneration.

### Regius-Professur

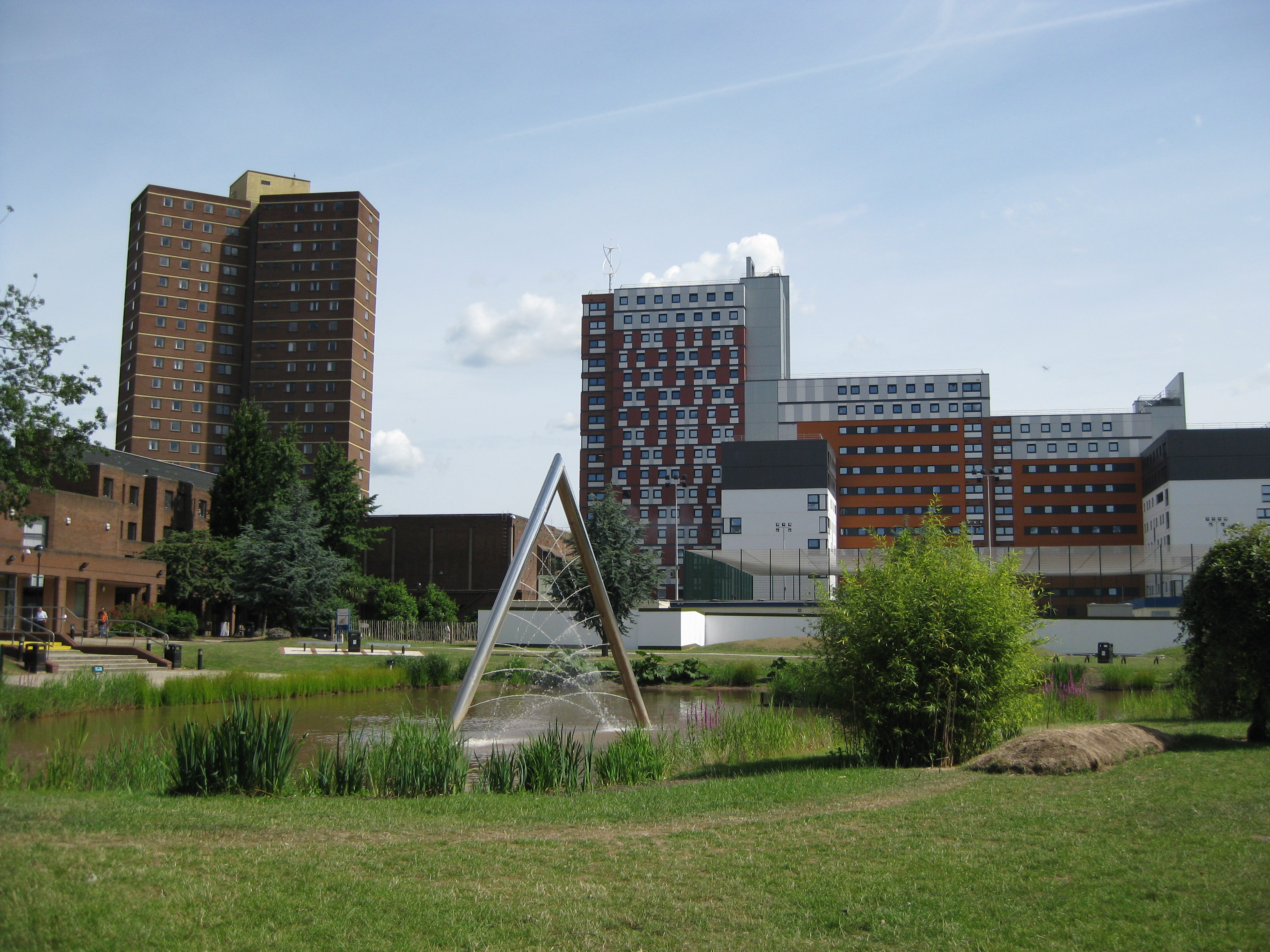
Campus der Aston University, Birmingham, 2010

2016 wurde Aston University eine von zwölf Regius-Professuren, die Regius Professorship of Pharmacy zuerkannt, eine Auszeichnung für die hervorragende Qualität der Forschung und der Lehre in diesem Fachbereich. Der erste Regius-Professor der Aston University, Keith Alan Wilson, wurde am 3. Februar 2017 mit der Überreichung des Letters Patent durch Chris Skidmore ernannt.

## Fachbereiche
Die Universität hat die Fachbereiche:
- Aston Business School (Wirtschaftswissenschaften)
- Aston Graduate School
- Aston Law School (Rechtswissenschaft)
- Aston Medical School
- Aston Pharmacy School (Pharmazie)
- School of Biosciences (Biowissenschaften)
- School of Engineering and Technology
- School of Informatics and Digital Engineering
- School of Infrastructure and Sustainable Engineering
- School of Optometry (Optometrie, Augenheilkunde)
- School of Psychology (Psychologie)
- School of Social Sciences and Humanities (Geisteswissenschaften)

## Zahlen zu den Studierenden
Von den 16.795 Studenten des Studienjahrens 2020/2021 waren 8.050 weiblich (47,9 %) und 8.740 männlich (52,0 %). 13.900 Studierende kamen aus England, 40 aus Schottland, 175 aus Wales, 20 aus Nordirland, 430 aus der EU und 2.220 aus dem Nicht-EU-Ausland. 12.610 der Studierenden (75,1 %) strebten ihren ersten Studienabschluss an, sie waren also undergraduates. 4.185 (24,9 %) arbeiteten auf einen weiteren Abschluss hin, sie waren postgraduates. Davon waren 345 in der Forschung tätig.
Von den 15.385 Studenten des Studienjahrens 2019/2020 waren 7.385 weiblich und 8.000 männlich. 12.595 Studierende kamen aus England, 35 aus Schottland, 190 aus Wales und 485 aus der EU. 11.985 waren undergraduates und 3.400 postgraduates.